# Називний відмінок
Називний відмінок, або номінати́в (лат. casus nominativus, від nomino — «називаю», «іменую») відповідає на запитання «хто?», «що?».
Умовно вважається основним відмінком, від якого утворюють інші. Зазвичай він виконує функцію підмета та позначає суб'єкт, який творить дію (агенс). Він також називається прямим відмінком, оскільки протистоїть усім іншим непрямим відмінкам (напр. Петро знає багато мов. Землю вкрив пухнастий сніг.)

## В українській мові
У «Граматіці словенскій» Лаврентія Зизанія називний відмінок відомий як именовный падежь. Мелетій Смотрицький у своїй «Граматиці слов'янській», назвав цей відмінок именителнымъ падежемъ, потлумачивши його значення таким чином: именителный єстъ/ имже именȣємъ: якѡ человѣкъ.

### Історія
У ранній праслов'янській мові більшість іменників (чоловічого і середнього роду зокрема) мали в називному однини закінчення -s. Ця особливість успадкована праслов'янською з праіндоєвропейської і виявляється шляхом зіставлення її лексем з відповідними словами в інших індоєвропейських мовах: ранньо-прасл. *synŭs («син») — лит. sūnŭs; ранньо-прасл. *domŏs («дім») — лат. domus; ранньо-прасл. *gordŏs («го́род», «огорожа») — лит. gardas («сад»), лат. hortus («сад»), прагерм. *gardaz («огорожа», «двір», «сад») і гот. gards («двір»), ранньо-прасл. *gostĭs («гість») — лат. hostĭs («ворог»), прагерм. *gastiz і гот. gasts («гість»).
Після того, як у праслов'янській став діяти «закон відкритого складу», прикінцевий -s зник, щоб розкрити останній склад, а попередні голосні зазнали редукції: *ŭ перейшов у *ъ, ŏ — у *ŭ > *ъ, *ĭ перейшов у *ь. Пізні праслов'янські форми відновлюють вже як *synъ, *domъ, *gordъ, *gostь. Аналогічним чином у ранньопраслов'янській відбулася втрата праіндоєвропейського закінчення знахідного відмінка однини -m (див. докладніше «Історія знахідного відмінка в українській мові»), внаслідок чого форми називного і знахідного однини перестали розрізнюватися у більшості іменників чоловічого роду. У X—XII ст. відбувся занепад редукованих, пов'язаний також з подовженням [o] та [e] у новозакритих складах (за винятком слів з повноголоссям), що привело до появи сучасних форм син, дім, гість, город.
Іменники середнього роду в називному відмінку теж мали прикінцеві приголосні: *-s (*nĕbŏs), *-m (*veslom), *-n (*imen) або *-nt (*agnent), що після дії закону відкритого складу або зникли (*nebo, *veslo) або утворили з голосними носові (*imę — «ім'я», *agnę > *jagnę — «ягня»). В інших формах ці приголосні можуть зберігатися повністю або частково (небеса, імена, ягнята).
Форми називного множини могли утворюватися по-різному (див. докладніше «Історія множини в українській мові»), звичайними були закінчення -y, -i, -e для чоловічого і жіночого родів і -a для середнього. У сучасній українській форми називного множини іменників II відміни (брати, вороги, городи, сини) здебільшого являють собою колишні форми знахідного, і лише в одиночних випадках — називного (друзі). В однині теж відомі випадки заміни давнього називного знахідним: так, іменники з основою на *-ū (д.-рус. цьркы, любы, хорѫгы) утворювали множину і форми непрямих відмінків за допомогою суфікса-нарощення -ъv-, а в знахідному мали закінчення -ь (д.-рус. цьркъвь, любъвь, хорѫгъвь). До цього типу відмінювання в дописьмовий період також належали слова *bry і *kry, їхні форми знахідного однини були відповідно *brъvь і *krъvь. Надалі суфікс -ъv- став частиною кореня, форми знахідного відмінка кров і любов стали вживатися і в називному, а решта слів цього типу набула нових закінчень за аналогією з іменниками І відміни (брова — брову, церква — церкву). Інший приклад: слово колесо походить від непрямих відмінків ранішого коло, що колись мало суфікс-нарощення -es.
Окрім однини і множини, праслов'янський і давньоруський називний відмінок мав також форму двоїни. У всіх типів відмінювання вона збігалася з формою знахідного і кличного (д.-рус. брата, рѫцѣ, словесѣ).
В іменників з основами на *-ū, *-r (д.-рус. цьркы, любы, мати, дъчи), а також іменників середнього роду, двоїни і множини всіх родів форма називного відмінка збігалася з формою кличного.
Називний відмінок іменників середнього роду завжди збігається зі знахідним. Це є характерною ознакою не тільки слов'янських, але й всіх індоєвропейських мов.
Після дієслів зі значенням «бути» вживається орудний відмінок (він є науковцем). Історично додаток у таких реченнях виражався називним відмінком (ти є князь/ти єси князь).

### Приклади
- чашка
- Київ
- Василь
- вісім
- тридцять
- сімдесят
- сімсот
- одна ціла і шість десятих
- мати